# ホセ・オーティズ
ホセ・ダニエル・オーティズ・フローレス（José Daniel Ortiz Flores, 1977年6月13日 - ）は、ドミニカ共和国のサントドミンゴ出身の元プロ野球選手（内野手、外野手）。

## 経歴

### アスレチックス・ロッキーズ時代
1994年に17歳でオークランド・アスレチックスとメジャー契約を結び、高い身体能力は早くから注目されていた。2000年9月15日にメジャーデビューを果たし、翌年7月25日にジャーメイン・ダイとの交換トレードで、マリオ・エンカーナシオン、トッド・ベリッツと共にコロラド・ロッキーズに途中移籍すると、同球団で13本塁打を記録した。
2001年4月2日のMLB開幕戦（対シアトル・マリナーズ）で、イチローのメジャー初打席セカンドゴロを捕った。

### オリックス時代
2003年、オリックス・ブルーウェーブに入団。1年目からチームトップとなる33本塁打を記録し、長打の面では期待に応えた。3月28日に初打席初本塁打、5月3日の対西武戦ではサイクル安打を達成している。しかし、得点圏には弱く併殺打も多かった。また、二塁の守備では打球処理が雑で状況判断も悪く失策を連発し、24失策はリーグワーストであったが、チームには同じく守備難の山﨑武司やルーズベルト・ブラウンがいたため指名打者での起用が難しかったことがこの年投壊の一因となってしまった。
2004年、昨年24失策したことから、この年監督に就任した伊原春樹の意向で一塁手に転向。打撃面ではまずまずの数字も、守備は18失策をし、昨年よりは数を減らしたものの結局守備難は解消されなかった。1億円を超える高額な年俸、またこの年チームが近鉄と合併するなどの事情も重なり、同年オフに解雇された。

### ロッテ時代
2005年から2006年までは、アメリカ独立リーグのアトランティックリーグに加盟するランカスター・バーンストーマーズでプレー。2007年はメキシカンリーグのサルティーヨ・サラペメーカーズと契約したが、6月25日にフリオ・ズレータの故障で右打ちの内野手の補強を目指していた千葉ロッテマリーンズに入団。ロッテでは第1号を満塁本塁打で飾るなど勝負強さが向上しており、またオリックス時代は失格の烙印を押された二塁の守備も堅実で幾度もチームのピンチを救い、厳しい解説で知られる倉持明に絶賛される程であった。シーズンのおおよそ半分の出場ではあったが、この年の失策数はわずか2であった。
2008年5月4日の対西武戦（千葉マリンスタジアム）、5回表の西武の攻撃にて、この回の先頭打者栗山巧の打球にロッテ一塁手・ズレータがダイビングキャッチを試みるも捕球できず、ボールはズレータのグラブを弾いて一二塁間を抜けようとしていた。既に右翼手ベニー・アグバヤニがカバーリングに入っていたところ、二塁守備についていたオーティズはベニーの捕球目前で打球にグラブを投げつけて動きを止めてしまった。栗山は一塁にとどまっていたが、審判団は公認野球規則7.05(c)に基づき、栗山に三塁までの安全進塁権を与えた（記録は三塁打）。このあと石井義人の犠牲フライにより栗山が生還し、失点につながっている。ボビー・バレンタイン監督がオーティズに事情を聞いたところ「何をやったか分からない。魔が差した」と答えたといい、オーティズ自身は「I don’t Know。必死にボールを追い掛けていたらああいう行動に出てしまった。無意識のうちにやってしまった。今でもパニックです」と涙を浮かべながら話した。このプレーに関して本人は相当ショックを受け、首脳陣はカウンセリングを受けさせる事すら検討した。この「グラブ投げ付け事件」が話題になってしまったが、二塁の守備自体はこの年も安定していた。内野ならどこでも守れ、チーム事情から一塁や三塁を守ることも多かったが、それらのポジションを不得手としていた（2007年9月16日の対オリックス戦では、守備機会はなかったが9回裏に遊撃手を守った）。一塁や三塁よりも、二塁や遊撃手のように敏捷に動き回る守備の方が得手としていた。
打撃の数字自体は外国人としてはやや物足りなく、夏場に約1か月戦線離脱したこともあって規定打席には達しなかったが、この年のロッテ外国人野手の中では一番良い数字を残した。また、この年は1番以外の全打順でスタメン出場したが、故障からの復帰後は2番で起用されることが多かった。他にも、二塁走者時に浅めのレフトフライが上がって、並の選手ではタッチアップが困難だが、三塁へタッチアップを成功させるなど好走塁も見られた年だった。チームが井口資仁の獲得に動いたことで来期構想外となり、12月2日に自由契約公示されたのち、2009年1月16日に正式に退団が発表、サルティーヨ・サラペメーカーズと再契約した。

### ソフトバンク時代

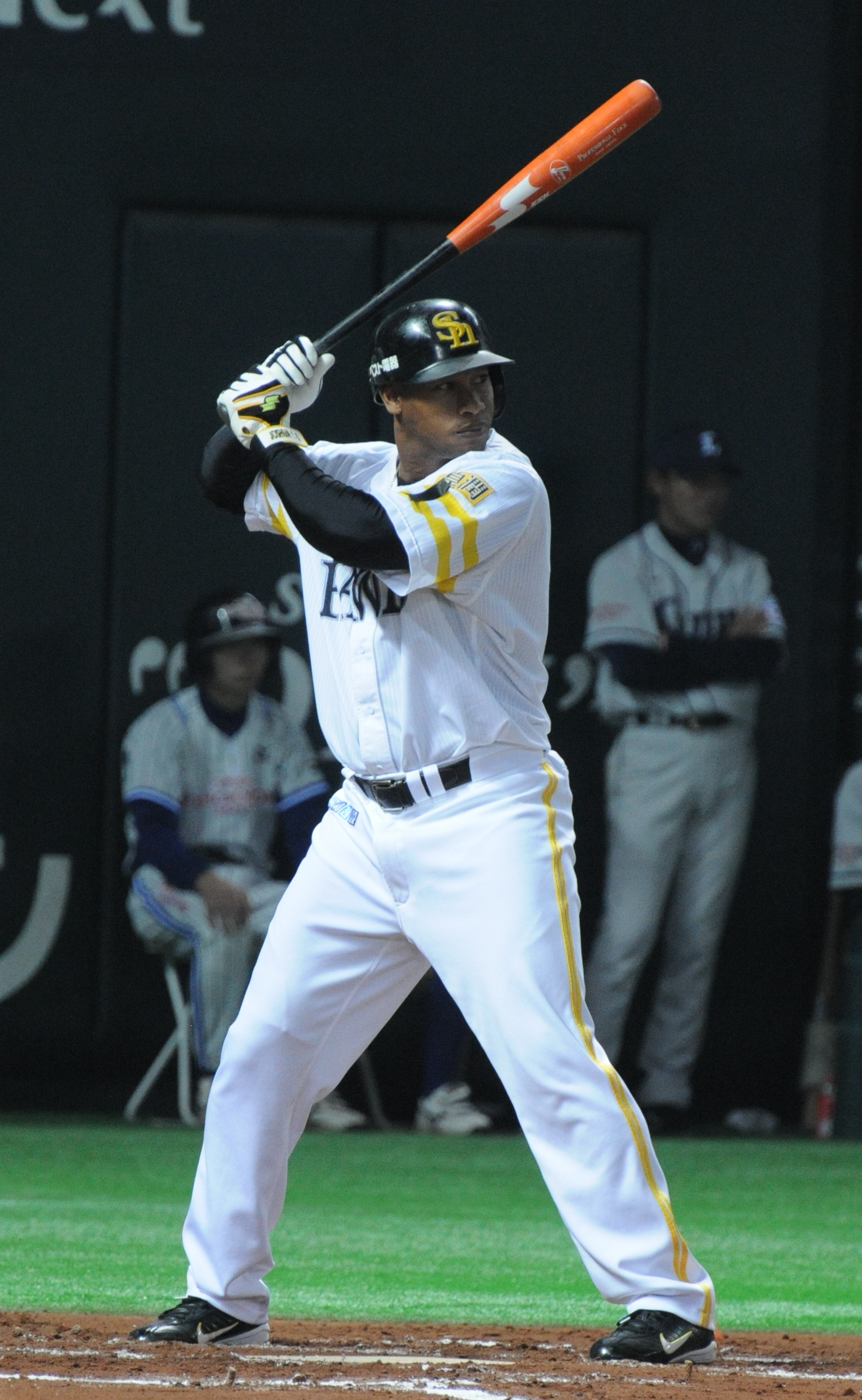
ソフトバンク時代（2011年4月16日、福岡Yahoo!JAPANドーム）

2009年4月17日に、松田宣浩が開幕戦で右手中指を骨折し全治2か月と診断され、チーム編成を再考することを余儀なくされた福岡ソフトバンクホークスへの入団が決まった。「開幕ロースター漏れの選手よりも、日本球界が分かっている外国人選手のほうがいい」という会長の王貞治の進言で、メキシコリーグでプレーしていたオーティズの獲得が決まったという。日本球界復帰後初出場となる28日の対西武戦で岸孝之から初打席初本塁打、5月8日の対西武戦でアレックス・グラマンから逆転サヨナラ2ラン本塁打を放った。8月21日の対日本ハム戦ではダルビッシュ有から2本塁打を放った。ダルビッシュが同じ打者に1試合2本塁打を打たれたのは入団以来初めての事だった。この年はシーズン途中の入団ながら、オリックス時代の2004年以来5年ぶりに規定打席および20本塁打に到達し、ロッテ時代にはやや陰りがあった長打力が健在であるところを見せた。
2010年は開幕から主に3番を務めて本塁打・打点とも順調なペースで伸ばしていたが、8月4日の対日本ハム戦で右膝の半月板を損傷して登録抹消される。一時はシーズン絶望とも言われた中で8月末に復帰するが、復帰後は精彩を欠いて本塁打0に終わり、オフには右膝の手術を受けた。
2011年は前年からの右膝に加えて5月には左太腿を肉離れするなど故障に苦しみ、80試合の出場で打率.215、7本塁打、15打点の数字に終わってシーズン終了後に自由契約となった。

### 西武時代
2012年はメキシカンリーグに復帰し、古巣のサルティーヨを経て、モンクローバ・スティーラーズでプレーしていたが5月29日に解雇され、6月6日に埼玉西武ライオンズへの入団が発表された。入団直後は少ない調整試合数で調子を上げられず7月13日に一軍登録を抹消されたが、8月5日に再び一軍登録された後は相手の投手の利き腕に合わせてクリス・カーターと5番で併用され、カーターの膝の状態が悪化し調子を落としてからは相手投手の別なく「5番・一塁手」として先発起用された。同シーズンは最終的に64試合に出場し、中村剛也（27本）・中島裕之（13本）に次ぐチーム内3位となる9本塁打を記録した。また8月12日の対日本ハム戦ではパ・リーグ通算45,000号となる本塁打を放っている。
2013年は左膝手術のリハビリで出遅れた中村、オークランド・アスレチックスに移籍した中島に代わる主軸打者として期待され、開幕から4番を務めたが、打率1割台と不振にあえぎ4月11日にライアン・スピリーと入れ替わりで一軍登録を抹消された。スピリーも不振だったことから5月4日に再昇格し、セ・パ交流戦の最初の5試合で10安打を打ち復調の兆しを見せたが、その後は再び打撃不振に陥り5月29日には再度登録抹消された。その後は一軍再登録がないまま、6月に入ってスピリーが調子を上げてきたことと、膝の故障の影響で前年オフ後にいったん退団していたカーターが再入団したこともあって、6月21日に戦力外通告を受けた。

### 現役引退後
2013年12月11日、西武は編成部国際業務担当として契約したことを発表した。
2016年 シーズンオフ 西武ライオンズ編成部国際業務担当を契約満了にて退団
2017年 自身が主宰するベースボールアカデミー(Ortiz Baseball Factory)をアメリカ合衆国カルフォルニアにて開校

## プレースタイル
打撃ではロッテ時代までは内角への対応に課題を残すプルヒッターだったが、ソフトバンク移籍後からコンパクトなスイングに変え、右方向への安打も増えるようになった。2010年には3番時に21本塁打、6番時にはボールコンタクトを意識したバッティングで打率.318を残すなど打順によってバッティングを変えている。
走塁では一塁到達まで4.25秒をマークするなど平均以上のスピードは備えている。

## 人物
- 非常に明るい性格で、ファンからも人気が高い。
- ソフトバンク時代にはホームランを打ったときなどに見せる両腕を上げ天を見上げるパフォーマンスが一時期チーム内で流行し、多村仁志や本多雄一などが真似していた。また敬虔なカトリックであり、ヒーローインタビューでは度々「カミサマ、アリガトウ」と発言することが多い。
- ファーストネームが「ホセ」であることから、千葉ロッテでの応援歌はかつてホセ・フェルナンデスの応援歌だったもの（原曲は『リパブリック讃歌』）が使用されていた。
- オリックス退団後、メジャーや日本で生き残るには守備を上達させないといけないと実感し猛練習したという。伊原春樹が守備の細かいことに口出しするのを当時は不快に感じたが、今では彼の言っていることは正しいと思い、指導者として尊敬しているという。

## 詳細情報

### 年度別打撃成績
| 年 度    | 球 団        | 試 合 | 打 席 | 打 数 | 得 点 | 安 打 | 二 塁 打 | 三 塁 打 | 本 塁 打 | 塁 打 | 打 点 | 盗 塁 | 盗 塁 死 | 犠 打 | 犠 飛 | 四 球 | 敬 遠 | 死 球 | 三 振 | 併 殺 打 | 打 率 | 出 塁 率 | 長 打 率 | O P S |
| -------- | ------------ | ----- | ----- | ----- | ----- | ----- | -------- | -------- | -------- | ----- | ----- | ----- | -------- | ----- | ----- | ----- | ----- | ----- | ----- | -------- | ----- | -------- | -------- | ----- |
| 2000     | OAK          | 7     | 13    | 11    | 4     | 2     | 0        | 0        | 0        | 2     | 1     | 0     | 0        | 0     | 0     | 2     | 0     | 0     | 3     | 0        | .182  | .308     | .182     | .490  |
| 2001     | OAK          | 11    | 46    | 42    | 4     | 7     | 0        | 0        | 0        | 7     | 3     | 1     | 0        | 0     | 1     | 3     | 0     | 0     | 5     | 4        | .167  | .217     | .167     | .384  |
| 2001     | COL          | 53    | 224   | 204   | 38    | 52    | 8        | 1        | 13       | 101   | 35    | 3     | 1        | 1     | 1     | 14    | 0     | 4     | 36    | 5        | .255  | .314     | .495     | .809  |
| '01計    | COL          | 64    | 270   | 246   | 42    | 59    | 8        | 1        | 13       | 108   | 38    | 4     | 1        | 1     | 2     | 17    | 0     | 4     | 41    | 9        | .240  | .297     | .439     | .736  |
| 2002     | COL          | 65    | 215   | 192   | 22    | 48    | 7        | 1        | 1        | 60    | 12    | 2     | 0        | 2     | 2     | 16    | 0     | 3     | 30    | 3        | .250  | .315     | .313     | .627  |
| 2003     | オリックス   | 127   | 517   | 470   | 70    | 120   | 29       | 2        | 33       | 252   | 86    | 4     | 4        | 2     | 5     | 36    | 2     | 4     | 84    | 13       | .255  | .311     | .536     | .847  |
| 2004     | オリックス   | 128   | 526   | 477   | 70    | 138   | 28       | 0        | 24       | 238   | 71    | 4     | 4        | 0     | 2     | 40    | 6     | 7     | 87    | 11       | .289  | .352     | .499     | .851  |
| 2007     | ロッテ       | 67    | 272   | 250   | 33    | 71    | 18       | 0        | 7        | 110   | 39    | 2     | 3        | 0     | 3     | 19    | 1     | 0     | 51    | 3        | .284  | .331     | .440     | .771  |
| 2008     | ロッテ       | 100   | 373   | 337   | 52    | 97    | 21       | 1        | 11       | 153   | 37    | 1     | 1        | 1     | 2     | 32    | 1     | 1     | 61    | 8        | .288  | .349     | .454     | .803  |
| 2009     | ソフトバンク | 109   | 458   | 411   | 54    | 116   | 24       | 2        | 20       | 204   | 74    | 2     | 1        | 0     | 8     | 36    | 1     | 3     | 81    | 8        | .282  | .338     | .496     | .835  |
| 2010     | ソフトバンク | 117   | 457   | 415   | 63    | 112   | 19       | 0        | 24       | 203   | 81    | 1     | 0        | 1     | 3     | 31    | 1     | 7     | 91    | 8        | .270  | .329     | .489     | .818  |
| 2011     | ソフトバンク | 80    | 205   | 186   | 11    | 40    | 9        | 0        | 7        | 70    | 15    | 0     | 1        | 0     | 2     | 16    | 1     | 1     | 44    | 8        | .215  | .278     | .376     | .654  |
| 2012     | 西武         | 64    | 214   | 199   | 20    | 57    | 8        | 0        | 9        | 92    | 21    | 0     | 1        | 0     | 0     | 14    | 0     | 1     | 38    | 8        | .286  | .336     | .462     | .799  |
| 2013     | 西武         | 29    | 111   | 100   | 6     | 21    | 5        | 0        | 0        | 26    | 9     | 0     | 0        | 0     | 1     | 7     | 0     | 3     | 24    | 3        | .210  | .279     | .260     | .539  |
| MLB：3年 | MLB：3年     | 136   | 498   | 449   | 68    | 109   | 15       | 2        | 14       | 170   | 51    | 6     | 1        | 3     | 4     | 35    | 0     | 7     | 74    | 12       | .243  | .305     | .379     | .684  |
| NPB：9年 | NPB：9年     | 821   | 3133  | 2845  | 379   | 772   | 161      | 5        | 135      | 1348  | 433   | 14    | 15       | 4     | 26    | 231   | 13    | 27    | 561   | 70       | .271  | .329     | .474     | .803  |

### 年度別守備成績
| 年 度 | 一塁  | 一塁  | 一塁  | 一塁  | 一塁  | 一塁     | 二塁  | 二塁  | 二塁  | 二塁  | 二塁  | 二塁     | 三塁  | 三塁  | 三塁  | 三塁  | 三塁  | 三塁     | 遊撃  | 遊撃  | 遊撃  | 遊撃  | 遊撃  | 遊撃     | 外野  | 外野  | 外野  | 外野  | 外野  | 外野     |
| 年 度 | 試 合 | 刺 殺 | 補 殺 | 失 策 | 併 殺 | 守 備 率 | 試 合 | 刺 殺 | 補 殺 | 失 策 | 併 殺 | 守 備 率 | 試 合 | 刺 殺 | 補 殺 | 失 策 | 併 殺 | 守 備 率 | 試 合 | 刺 殺 | 補 殺 | 失 策 | 併 殺 | 守 備 率 | 試 合 | 刺 殺 | 補 殺 | 失 策 | 併 殺 | 守 備 率 |
| ----- | ----- | ----- | ----- | ----- | ----- | -------- | ----- | ----- | ----- | ----- | ----- | -------- | ----- | ----- | ----- | ----- | ----- | -------- | ----- | ----- | ----- | ----- | ----- | -------- | ----- | ----- | ----- | ----- | ----- | -------- |
| 2003  | -     | -     | -     | -     | -     | -        | 105   | 200   | 282   | 17    | 59    | .966     | 14    | 17    | 26    | 7     | 4     | .860     | -     | -     | -     | -     | -     | -        | -     | -     | -     | -     | -     | -        |
| 2004  | 127   | 1071  | 94    | 18    | 116   | .985     | -     | -     | -     | -     | -     | -        | -     | -     | -     | -     | -     | -        | -     | -     | -     | -     | -     | -        | -     | -     | -     | -     | -     | -        |
| 2007  | 6     | 28    | 2     | 0     | 3     | 1.000    | 63    | 164   | 160   | 2     | 31    | .994     | -     | -     | -     | -     | -     | -        | 1     | 0     | 0     | 0     | 0     | ----     | -     | -     | -     | -     | -     | -        |
| 2008  | 35    | 201   | 12    | 3     | 17    | .986     | 40    | 84    | 100   | 5     | 20    | .974     | 19    | 8     | 29    | 5     | 3     | .881     | -     | -     | -     | -     | -     | -        | -     | -     | -     | -     | -     | -        |
| 2009  | -     | -     | -     | -     | -     | -        | -     | -     | -     | -     | -     | -        | 39    | 21    | 54    | 8     | 4     | .904     | -     | -     | -     | -     | -     | -        | 65    | 96    | 4     | 5     | 0     | .952     |
| 2010  | 1     | 2     | 0     | 0     | 0     | 1.000    | -     | -     | -     | -     | -     | -        | 19    | 7     | 28    | 2     | 4     | .946     | -     | -     | -     | -     | -     | -        | 76    | 84    | 3     | 5     | 0     | .946     |
| 2011  | 13    | 91    | 7     | 1     | 5     | .990     | -     | -     | -     | -     | -     | -        | -     | -     | -     | -     | -     | -        | -     | -     | -     | -     | -     | -        | 14    | 20    | 0     | 1     | 0     | .952     |
| 2012  | 39    | 277   | 18    | 1     | 20    | .997     | -     | -     | -     | -     | -     | -        | -     | -     | -     | -     | -     | -        | -     | -     | -     | -     | -     | -        | -     | -     | -     | -     | -     | -        |
| 2013  | 10    | 59    | 7     | 1     | 5     | .985     | -     | -     | -     | -     | -     | -        | -     | -     | -     | -     | -     | -        | -     | -     | -     | -     | -     | -        | -     | -     | -     | -     | -     | -        |
| 通算  | 231   | 1729  | 140   | 24    | 166   | .987     | 208   | 448   | 542   | 24    | 110   | .976     | 91    | 53    | 137   | 22    | 15    | .896     | 1     | 0     | 0     | 0     | 0     | ----     | 155   | 200   | 7     | 11    | 0     | .950     |

### 表彰
- ベスト・ファーザー イエローリボン賞 in 「プロ野球部門」 （2010年）

### 記録
NPB
- 初出場・初先発出場：2003年3月28日、対大阪近鉄バファローズ1回戦（大阪ドーム）、5番・三塁手として先発出場
- 初打席・初安打・初本塁打・初打点：同上、2回表にジェレミー・パウエルから左中間へ先制ソロ ※史上45人目の初打席初本塁打
- 初盗塁：2003年3月29日、対大阪近鉄バファローズ2回戦（大阪ドーム）、8回表に二盗（投手：岩隈久志、捕手：的山哲也）
- 100本塁打：2010年4月8日、対千葉ロッテマリーンズ3回戦（福岡Yahoo! JAPANドーム）、4回裏にブライアン・コーリーから中越2ラン ※史上259人目
- サイクルヒット：2003年5月3日、対西武ライオンズ7回戦（西武ドーム） ※史上54人目

その他の記録
- パ・リーグ通算45,000号本塁打：2012年8月12日、対北海道日本ハムファイターズ16回戦（西武ドーム）、8回裏に森内壽春から左越ソロ
- 所属2球団で初打席本塁打：ロッテ時代、ソフトバンク時代 ※史上初
- オールスターゲーム出場：1回（2004年）

### 背番号
- 2 （2000年 - 2001年途中、2002年）
- 12 （2001年途中 - 同年終了）
- 8 （2003年 - 2004年、2013年）
- 4 （2007年 - 2008年）
- 49 （2009年 - 2011年）
- 14 （2012年途中 - 同年終了）